# 奇尔克伊水库
奇尔克伊水库位于俄罗斯达吉斯坦的苏拉克河，是苏联最高的拱坝。装机容量1,000 MW。1964年开工建设，1974年首台机组发电，1976年全部机组发电。1978年竣工。
大坝泄洪道为509公尺长的非承压隧道，入口位于左岸大坝。泄量2,900立方公尺。大坝总下泄能力為每秒3,550立方公尺.